# Campaña de Anbar (2015-2016)
La campaña de Anbar (2015-2016) fue una campaña militar lanzada por las Fuerzas Armadas iraquíes y sus aliados con el objetivo de recuperar áreas de la gobernación de Anbar en poder del Estado Islámico de Irak y el Levante (EIIL), incluida la ciudad de Ramadi, que ISIL tomó posesión a principios de 2015. Estados Unidos y otras naciones ayudaron a Irak con ataques aéreos.

## Antecedentes
El 17 de mayo de 2015, ISIL capturó la ciudad de Ramadi, después de lanzar múltiples oleadas de ataques suicidas durante una tormenta de arena, que provocó que las fuerzas iraquíes se retiraran de la ciudad.

## La ofensiva
En la madrugada del 13 de julio, el ejército iraquí, respaldado por las milicias progubernamentales chiitas y sunitas, lanzó un asalto en varios frentes en Anbar, incluido Ramadi. Según fuentes policiales de la provincia, las fuerzas iraquíes avanzaron hacia Ramadi desde el oeste y el sur. Según los partidarios de ISIL, los avances de las fuerzas iraquíes fueron repelidos por los militantes. Por la tarde, el ejército iraquí retomó el estadio olímpico de Ramadi en el oeste de Ramadi y llegó a la parte oriental de la ciudad. Según funcionarios iraquíes, los combatientes progubernamentales también empujaron a los extremistas de las áreas al este de Ramadi. El 20 de julio, el estadio olímpico fue destruido por militantes del EIIL con explosivos detonados a distancia. Según los oficiales militares, es posible que haya varios combatientes de la milicia chiita que podrían haber estado dentro del estadio en el momento de su destrucción, pero no ofrecieron cifras de bajas. El 23 de julio, el gobierno iraquí anunció que había desplegado tropas iraquíes entrenadas por Estados Unidos por primera vez para retomar Ramadi. Los comandantes de la milicia chiita dijeron que actualmente el enfoque principal inicial era retomar Faluya en lugar de Ramadi y el gobierno iraquí indicó que no se utilizará para liberar a Ramadi. El 26 de julio, las fuerzas progubernamentales recuperaron el control total de la Universidad de Anbar de manos de los combatientes del EIIL. Fue retomada por fuerzas de los Servicios de Lucha contra el Terrorismo de Irak con el apoyo del ejército iraquí y el apoyo aéreo de la coalición internacional y aviones iraquíes. El 29 de julio, 12 soldados iraquíes murieron cuando atacantes suicidas del EIIL embistieron 2 Humvees cargados de explosivos contra las fuerzas desplegadas fuera del recinto de la universidad.
El 11 de agosto, un alto funcionario de la Coalición liderada por Estados Unidos dijo que las fuerzas iraquíes habían rodeado la ciudad y se estaban preparando para un asalto final para retomarla. El 23 de agosto, 23 soldados iraquíes, incluidos 17 soldados militares iraquíes y 6 combatientes sunitas aliados, fueron asesinados por ISIL en un ataque que involucró el uso de terroristas suicidas y artillería. El 25 de agosto, las fuerzas iraquíes repelieron un ataque suicida de ISIL al oeste de Ramadi destruyendo tres vehículos con trampa explosiva y matando a todos los que estaban dentro. El 27 de agosto, 2 generales del ejército iraquí y 3 soldados murieron en un ataque suicida, mientras que otros 10 soldados resultaron heridos. El 10 de septiembre, un ataque aéreo de la coalición liderada por Estados Unidos destruyó una base de operaciones del EIIL y un área de preparación en un estadio cerca de Ramadi. El 15 de septiembre, se informó que una fuerza de 160 soldados estadounidenses había llegado a la base aérea de Habbaniyah y se esperaba que ayudara al ejército iraquí a retomar Ramadi. Los informes no confirmados también afirmaban que Estados Unidos accedió a participar en el combate terrestre contra el EIIL si las fuerzas del Frente Popular se retiraban de Anbar. Sin embargo, estos informes fueron desestimados por un portavoz del ejército iraquí que dijo que las tropas estadounidenses en la base aérea estaban allí simplemente para brindar asesoramiento militar y coordinar redadas contra objetivos de ISIL. El portavoz del Frente Popular, Karim Al-Nouri, también desestimó estos informes diciendo que la milicia del Frente Popular todavía estaba desplegada en Anbar.

### Asalto inicial
A fines de septiembre, se consideró que la operación para retomar Ramadi se había estancado, con las fuerzas de seguridad iraquíes ubicadas en las afueras de Ramadi, pero sin poder montar una incursión en la ciudad. Las disputas políticas entre las milicias respaldadas por Irán y la administración Abadi también estaban obstaculizando posibles ofensivas. El 25 de septiembre, Estados Unidos instó al ejército iraquí a acelerar la operación, reconociendo que "... los iraquíes no han hecho ningún avance significativo recientemente".

### Puestos ofensivos
El 7 de octubre, las fuerzas iraquíes reanudaron sus operaciones en Ramadi, capturando varias áreas al norte y al oeste, incluida la carretera principal al oeste de Ramadi. Para el 13 de octubre, las tropas iraquíes habían avanzado 15 kilómetros y habían rodeado la ciudad según funcionarios estadounidenses. Otros refuerzos militares iraquíes, incluidas baterías de artillería y tanques, llegaron a la cercana ciudad de Khaldiyah el 10 de noviembre, en preparación para otro asalto a Ramadi. Las fuerzas iraquíes recapturaron la sede de la dirección de emergencia en Ramadi el 14 de noviembre.

### Operaciones renovadas
El 7 de octubre, las fuerzas iraquíes reanudaron sus operaciones en Ramadi, capturando varias áreas al norte y al oeste, incluida la carretera principal al oeste de Ramadi. Para el 13 de octubre, las tropas iraquíes habían avanzado 15 kilómetros y habían rodeado la ciudad según funcionarios estadounidenses. Otros refuerzos militares iraquíes, incluidas baterías de artillería y tanques, llegaron a la cercana ciudad de Khaldiyah el 10 de noviembre, en preparación para otro asalto a Ramadi. Las fuerzas iraquíes recapturaron la sede de la dirección de emergencia en Ramadi el 14 de noviembre.

### Batalla por Ramadi
El 25 de noviembre, las fuerzas iraquíes lanzaron la ofensiva para recuperar Ramadi, cortando la última línea de suministro de ISIL en la ciudad de Ramadi, a través del río Éufrates, tomando el estratégico Puente Palestino.
El 8 de diciembre, las fuerzas iraquíes entraron en la ciudad, y las fuerzas iraquíes capturaron Tamin, un distrito clave en el área suroeste de Ramadi. El ejército iraquí también recuperó el Centro de Control de Operaciones de Anbar, cerca del Puente Palestino. El 10 de diciembre, las fuerzas del EIIL volaron la presa Warrar, que unía el Centro de Control de Operaciones de Anbar con la ciudad noroeste de Ramadi, dejando el Puente Qassim como el último puente en funcionamiento en Ramadi.
El 22 de diciembre, las fuerzas iraquíes avanzaron hacia el centro de la ciudad de Ramadi y se dirigieron hacia el principal complejo gubernamental. El ataque se lanzó desde los distritos de al-Tamim y al-Humaira en el suroeste y el sur, hacia el norte en 3 ejes hacia el distrito central de al-Hoz y los distritos de Andalus y al-Malab más al este. El 27 de diciembre, el ejército iraquí capturó el complejo gubernamental, tras lo cual declaró la victoria en Ramadi y afirmó tener el control total del centro de la ciudad. Sin embargo, al día siguiente, se confirmó que el EIIL todavía controlaba el 30 por ciento de la ciudad. El 30 de diciembre de 2015, el primer ministro iraquí visitó Ramadi e izó la bandera iraquí en el complejo del gobierno. Según los informes, las bajas del EIIL durante la batalla fueron elevadas, mientras que las bajas del ejército iraquí fueron bajas.
El 3 de enero de 2016, el gobierno iraquí declaró que había recapturado el 80 % de la ciudad de Ramadi y que los únicos focos de resistencia del EIIL que quedaban estaban ubicados en las áreas de la ciudad al-Malab y la calle 20. El 20 de enero, según los informes, la ciudad de Ramadi fue despejada de las fuerzas del EIIL, después de más de 6 meses de combates. Las fuerzas iraquíes comenzaron a desplazarse hacia el este hacia la isla Khalidiya, después de despejar los vecindarios controlados por el EIIL cerca de la zona. El 21 de enero, el vicepresidente estadounidense Joe Biden felicitó a las fuerzas de seguridad iraquíes por liberar la ciudad de Ramadi del control del EIIL, durante una reunión con el primer ministro iraquí al-Abadi.
El 22 de enero, las fuerzas iraquíes entraron por completo en el distrito de Sajjariyah y también entraron en las áreas controladas por el EIIL en los distritos de Joabah y Husaiyah, al este de Ramadi. El 23 de enero, el EIIL lanzó ataques suicidas en la zona de Kilo 70 al oeste de Ramadi y en Tal Msheheidah al este de Ramadi, así como en zonas al norte de Ramadi; los consiguientes enfrentamientos y ataques aéreos provocaron la muerte de 62 militantes del EIIL y 48 combatientes iraquíes. El 24 de enero, el ministro de Defensa iraquí dijo que el ejército iraquí se estaba preparando para una ofensiva en Mosul, y dijo que el ejército iraquí y las fuerzas de la Coalición habían derrotado al ISIL en Ramadi. Más tarde, ese mismo día, 190 personas sospechosas de colaborar con el EIIL fueron arrestadas en Ramadi, incluso cuando los combates se trasladaron al distrito de Husaiybah, al este de Ramadi. El 26 de enero, el ejército iraquí encontró y destruyó el cuartel general del EIIL en el este de Ramadi, en el distrito de al-Sofiyah, matando al menos a 6 militantes del EIIL.
Durante la semana siguiente, cuando el ejército iraquí se acercaba al distrito de Sajjariyah, la última zona de Ramadi controlada por el EIIL, EIIL lanzó múltiples oleadas de ataques suicidas en el área de Ramadi, matando a decenas de soldados iraquíes. El 4 de febrero de 2016, el ejército iraquí recapturó el distrito de Sajjariyah, expulsando por completo al ISIL de Ramadi. La batalla de Ramadi de 2015-2016 fue la primera vez desde la caída de Mosul en la que el ejército iraquí desempeñó el papel principal en la lucha contra el EIIL.

### Ofensiva de la isla Khalidiya
El 1 de febrero, el ejército iraquí lanzó una ofensiva en el área de la isla Khalidiya, que es la región ubicada entre las aldeas de Albu Nasir y Albu Shajal, situada entre Ramadi y Faluya. El mismo día, el ejército iraquí logró capturar las aldeas de Albu Shalib y Albu Shajal, al noroeste de Faluya. El 2 de febrero, el ejército iraquí cortó por completo las últimas líneas de suministro entre la región de la isla Khalidiya y la ciudad de Faluya, asediando completamente la ciudad. Esto generó preocupación de que unos 30.000 civiles atrapados en Faluya murieran de hambre debido a la falta de suministros desde el aire a la ciudad. El 4 de febrero, después de que la ciudad de Ramadi fuera recapturada del EIIL, las operaciones ofensivas se desplazaron más hacia el este hacia el área de la isla Khalidiya.
El 8 de febrero, el ejército iraquí recapturó el distrito de Juwaybah, al este de Ramadi, al este del distrito de Sajjariyah. El 9 de febrero, las fuerzas iraquíes entraron en el centro de Husaiybah, la última aldea controlada por el EIIL al este de Ramadi. Más tarde, ese mismo día, el ejército iraquí recapturó por completo el distrito de Husaiybah Al-Sharqiyah, a unos 10 kilómetros (6 millas) al este de Ramadi, expulsando así por completo al EIIL de los alrededores de Ramadi. Decenas de militantes del EIIL murieron en los enfrentamientos en Husaiybah. El ejército iraquí también comenzó a evacuar a 1.500 civiles del distrito de Husaiybah Al-Sharqiyah. Posteriormente, el gobierno iraquí reabrió la carretera Ramadi-Habbaniyah. Los militantes del EIIL todavía estaban escondidos en algunas tierras de cultivo en la isla Khalidiya, al norte de la ciudad de Al Khalidiya. El 10 de febrero, se informó que el ejército iraquí había recapturado por completo el distrito de Khalidiya, incluida la zona de la isla Khalidiya, pero se reanudaron los combates en la zona de la isla Khalidiya desde marzo de 2016. Debido a que aún había resistencia en la zona, el ejército inició una nueva ofensiva el 25 de mayo de 2016.
El 14 de febrero, un ataque aéreo iraquí mató a un comandante del EIIL en el área de Kartan del distrito de Khalidiya, junto con otros 14 militantes del EIIL. Más tarde, ese mismo día, el gobierno iraquí informó que la zona de Sedikiyah en el distrito oriental de Khalidiya estaba lista para el regreso de los civiles desplazados, después de que se desmantelaran los artefactos explosivos improvisados que el EIIL dejó en la zona. El 16 de febrero, el ejército iraquí lanzó una operación de limpieza en el distrito de Hamidiyah, al noreste del distrito de Albu Ghanem de Ramadi. El 19 de febrero, el ejército iraquí despejó completamente el distrito de Hamidiyah de las fuerzas del EIIL, matando a decenas de combatientes del EIIL. El 21 de febrero, la Coalición liderada por Estados Unidos bombardeó una reunión del EIIL en la isla Khalidiya, matando a 7 líderes del EIIL.

### Asedio de Faluya
Del 15 al 19 de febrero, el ejército iraquí lanzó una ofensiva contra la ciudad de Al-Karmah, al noreste de Faluya, matando a decenas de militantes del EIIL.
El 18 de febrero, un gran número de miembros de tribus sunitas locales se rebelaron contra ISIL, después de que ISIL golpeara a una mujer, entre otras prácticas restrictivas aplicadas por la policía secreta de ISIL Al-Hisbah, en medio de un asedio en curso. Se informó que el EIIL se había retirado a la ciudad de Faluya, después de que sunitas locales incendiaran la sede de Al-Hisbah y se extendieran los enfrentamientos. El 20 de febrero, los enfrentamientos comenzaron a amainar cuando el EIIL comenzó a realizar arrestos masivos, y se informó que todavía había algunos combatientes sunitas que estaban detenidos en partes de Faluya, que probablemente serían masacrados si el gobierno iraquí o los Estados Unidos -Liderada Coalición no interviene. El 21 de febrero, el ejército iraquí comenzó a bombardear posiciones del EIIL en las afueras de Faluya, en apoyo de los combatientes tribales sunitas. A última hora del 21 de febrero, ISIL aplastó la revuelta y detuvo a 180 hombres. Sin embargo, el mismo día, el ejército iraquí envió refuerzos a Faluya, en preparación para asaltar la ciudad.
El 23 de febrero, el ejército iraquí recuperó por completo la ciudad de Al-Karmah, después de que destruyeron el último bastión de ISIL en la ciudad. El 25 de febrero, el gobernador iraquí de Anbar declaró que la batalla por Fallujah comenzaría pronto y que sería mucho más corta que la batalla por Ramadi.
El 27 de febrero, el gobierno iraquí informó que 600 combatientes del EIIL habían logrado huir de Faluya a áreas cercanas ya la ciudad de Mosul . El 28 de febrero, las fuerzas de la milicia chiita repelieron un ataque del EIIL contra Al-Karmah, que fue descrito como uno de los mayores ataques contra la ciudad. Más tarde, ese mismo día, las fuerzas del gobierno iraquí repelieron un ataque suicida masivo del EIIL en Abu Ghraib y el oeste de Bagdad, que fue el ataque más grande llevado a cabo por el grupo en la zona en casi 2 años. El asalto dejó 30 militantes del EIIL y 30 soldados iraquíes muertos. El ejército iraquí llevó a cabo una ofensiva en la ciudad de Faluya, liberó el hospital y capturó al-Karmah el 23 de mayo de 2016. El 26 de junio de 2016, el ejército iraquí liberó a Al-Faluya después de liberar el último barrio de Al-Jolan controlado por ISIS.

### Ofensiva de Hit
El 19 de febrero, se reveló que el próximo objetivo de las operaciones iraquíes en la provincia de Anbar iba a ser la ciudad de Hīt, con aproximadamente 12.000 civiles y 300-400 militantes de ISIL en la ciudad, y muchos más militantes de ISIL en los alrededores. área. El 23 de febrero, el gobierno iraquí desplegó refuerzos en la base aérea de Ain al-Assad cerca de Hīt, en preparación para una futura ofensiva para reconquistar Kabisa y el distrito de Hīt de manos de ISIL. El mismo día, estallaron enfrentamientos entre miembros de las tribus sunitas locales y las fuerzas del EIIL en el distrito de Hīt. Al día siguiente, la Coalición liderada por Estados Unidos destruyó la sede del ISIL en Hīt y Kabisa, matando a varios militantes del ISIL. El 28 de febrero, el gobierno iraquí advirtió a los civiles en Kabisa y el distrito de Hīt que se fueran en un plazo de 48 horas, para evitar una ofensiva inminente para recuperar esas áreas.
El 12 de marzo, el gobierno iraquí lanzó la ofensiva para reconquistar el distrito de Hīt, también conocido como Operación Desert Lynx. El mismo día, las fuerzas de la Coalición lideradas por Estados Unidos llevaron a cabo varios ataques aéreos dentro de Hīt, matando a varios líderes y militantes del EIIL, lo que confirmaron funcionarios iraquíes.
El 17 de marzo, las fuerzas de seguridad iraquíes y sus aliados expulsaron a las fuerzas del EIIL de al-Mohammadi, ubicado al sureste de Hīt. El 21 de marzo, el ejército iraquí se acercó a 1 kilómetro de las afueras orientales de Hīt. El mismo día, las fuerzas iraquíes detuvieron las operaciones ofensivas para que los civiles restantes en el distrito tuvieran tiempo de huir. El 19 de marzo, el ejército iraquí recuperó la ciudad de Kabisa, al oeste-suroeste de Hīt.
El 1 de abril, el ejército iraquí recuperó el extremo norte de la ciudad. Se informó que la ofensiva se había retrasado antes, porque cientos de bombas al borde de la carretera que cubrían el área circundante ralentizaron el progreso durante días. Además, se informó de que anteriormente se había retirado un número significativo de tropas de la gobernación de Al Anbar para proteger a los manifestantes en Bagdad, lo que también provocó retrasos.
El 5 de abril, se informó que las fuerzas de seguridad iraquíes habían recapturado más del 70% del distrito de Hīt. La televisión estatal informó que un comandante local dijo que los militares habían expulsado a ISIL de la ciudad, pero que la lucha aún continuaba. El control de la ciudad por parte del ejército iraquí parecía incompleto y frágil. Un comandante iraquí informó que los insurgentes habían intentado retomar una calle principal pero fueron repelidos. Las fuerzas iraquíes también lograron apoderarse del recinto del gobierno e izaron la bandera iraquí en un edificio principal, después de que los militantes del EIIL se retiraran del centro y la parte este de la ciudad.
El 8 de abril, las fuerzas iraquíes recuperaron el centro de la ciudad de Hit y expulsaron a las fuerzas del EIIL de la mayor parte de la ciudad, pero los combates continuaron en la ciudad. Al menos 30 soldados iraquíes murieron y más de 50 resultaron heridos en los enfrentamientos.
El 14 de abril, las fuerzas iraquíes recuperaron por completo la ciudad de Hīt, junto con el resto del distrito de Hīt.

### Ofensiva de Ar-Rutbah
El 13 de marzo, un alto general iraquí informó que ISIL se había retirado completamente de la ciudad de Ar-Rutbah a Al-Qa'im, después de que comenzaran a irse la noche anterior. La retirada fue confirmada por un miembro del consejo de seguridad de Anbar. También se informó que el EIIL también había abandonado la ciudad de Kabisa, y también se había retirado de Hīt hasta cierto punto, con aviones de combate iraquíes bombardeando a los militantes en retirada. Esta fue la primera vez que el EIIL se retiró de una zona urbana importante sin una lucha real, y la retirada se produjo después de las recientes pérdidas en el campo de batalla del EIIL en Siria y en la provincia de Anbar, incluida una reciente ofensiva en Hīt. Sin embargo, el EIIL regresó a la ciudad al día siguiente.
El 16 de mayo, el ejército iraquí lanzó una ofensiva para reconquistar la ciudad de Ar-Rutbah y el resto del distrito de Ar-Rutba. El ejército iraquí atacó la ciudad desde tres direcciones. Un funcionario estadounidense declaró que Ar-Rutbah no estaba tan bien defendido por ISIL como Ramadi o Faluya, y que había entre 100 y varios cientos de militantes del ISIL en la ciudad. El 17 de mayo, el ejército iraquí recapturó por completo Ar-Rutbah y las áreas circundantes en el distrito de Ar-Rutbah. Durante los enfrentamientos, al menos 4 soldados iraquíes murieron y 5 más resultaron heridos y alrededor de 100 combatientes del EIIL murieron.

### Batalla de Faluya
El 22 de mayo de 2016, el ejército iraquí publicó un comunicado y pidió a los residentes del campo de batalla que abandonaran el área por rutas seguras. El ejército iraquí también dijo que los residentes locales que no pudieran moverse deberían izar banderas blancas en la parte superior de sus techos.
Haider al-Abadi ordenó iniciar la operación la madrugada del lunes 23 de mayo. "La bandera iraquí se izará sobre la tierra de Faluya". dijo al-Abadi. El 23 de mayo de 2016 se informó que la ciudad de Al-Karmah fue recapturada por milicias chiitas del PMF. Las fotos publicadas por un medio de la PMF muestran al comandante de la Fuerza Quds de Irán, Qassem Suleimani, ya otros comandantes de la PMF discutiendo las estrategias de batalla de Faluya. El primer día de la ofensiva, se recapturaron otras 11 aldeas y distritos cercanos a Faluya, lo que obligó a los combatientes del EIIL a retirarse al interior de la ciudad de importancia estratégica. La ofensiva se ralentizó porque en la periferia se encontraron cientos de artefactos explosivos improvisados.
Las Fuerzas de Movilización Popular declararon el 23 de mayo que habían capturado Al-Karmah, a unos 16 kilómetros (10 millas) al noreste de Faluya, lo que pone la mayor parte del territorio al este de Faluya bajo control gubernamental. También anunciaron la liberación de al-Harariyat, al-Shahabi y al-Dwaya y el asesinato de 40 militantes del EIIL durante la operación militar. El gobierno iraquí anunció que los combatientes progubernamentales habían capturado las aldeas de Luhaib y Albu Khanfar el 24 de mayo.
El 25 de mayo, las fuerzas de seguridad iraquíes limpiaron 16 aldeas y distritos de las afueras orientales de Faluya. En esto se incluyeron las ganancias de una columna en el noreste, que liberó la ciudad de Sejar días después de la captura de Al-Karmah. Estos enfrentamientos resultaron en la muerte de 40 militantes del EIIL. Otros 163 militantes del EIIL, 15 civiles y 35 fuerzas y milicianos iraquíes murieron en enfrentamientos que ganaron el control del ejército iraquí sobre los distritos restantes en el sudeste, lo que les permitió crear un corredor que cortaba el territorio controlado por EIIL. zona en dos. Durante el día, se informó que un miembro iraní de Basij murió en un enfrentamiento cerca de Faluya. Según Qasm Araji, miembro del comité de defensa, las fuerzas que avanzan están ganando terreno continuamente y "acercándose a la puerta oriental de Faluya".
El 27 de mayo, la coalición liderada por Estados Unidos llevó a cabo ataques aéreos en la ciudad y sus alrededores. Los ataques aéreos y de artillería de la coalición liderada por Estados Unidos en Faluya y sus alrededores mataron a 70 combatientes del ISIS en Faluya, incluido el comandante superior de la zona, Maher Al-Bilawi. El 28 de mayo, el ejército iraquí declaró el inicio de una operación para liberar El centro de la ciudad de Faluya, considerado el bastión de ISIL en la provincia occidental de Anbar.
Temprano el 30 de mayo, las fuerzas iraquíes comenzaron a ingresar a la ciudad de Faluya desde 3 direcciones y capturaron la aldea de Saqlawiyah. Sin embargo, las fuerzas iraquíes enfrentaron una resistencia muy dura de las fuerzas del EIIL dentro de la ciudad, lo que ralentizó su avance. El 26 de junio, Faluya había sido declarada "totalmente liberada" por el ejército iraquí.
Del 29 al 30 de junio, la Coalición liderada por Estados Unidos y la Fuerza Aérea Iraquí bombardearon grandes convoyes de vehículos del EIIL que huían de las áreas de Ramadi, la isla Khalidiya y Faluya, después de la reciente derrota del EIIL en Faluya. Los ataques aéreos destruyeron más de 150 vehículos y mataron al menos a 360 militantes del EIIL.

## Consecuencias
El ejército iraquí junto con las tribus locales lanzaron una nueva ofensiva el 5 de enero de 2017 para capturar las áreas restantes bajo control del EIIL en Anbar, siendo los principales objetivos las ciudades de Aanah, Rawa y Al-Qaim. [168] Sin embargo, la operación fue suspendida después de retomar Sagra y Zawiya debido a los preparativos para recuperar la orilla occidental de Mosul. [169] Las fuerzas iraquíes comenzaron una nueva ofensiva para desalojar al grupo del área a lo largo de la frontera en septiembre de 2017.